# Ticino (Fluss)
Der Ticino [tiˈtʃiːno] (deutsch Tessin, lombardisch Tesín, Tisín [teˈzin tiˈzin], lateinisch Ticinus) ist ein linker und mit Abstand der wasserreichste Nebenfluss des Po, der von der Schweiz nach Norditalien fliesst. Er hat dem Kanton Tessin den Namen gegeben.

## Beschreibung
Der Tessin entspringt beim Nufenenpass südwestlich des Gotthardmassivs und durchfliesst der Reihe nach das Bedrettotal, die Leventina, die Riviera und die Magadinoebene, bevor er bei Tenero in den Lago Maggiore (Langensee) mündet.
Auf der italienischen Seite verlässt er den See bei Sesto Calende und fliesst durch die Poebene, wo er südöstlich von Pavia in den Po mündet.
Seine Länge beträgt 248 Kilometer, das Einzugsgebiet 7228 Quadratkilometer. Die wichtigsten Nebenflüsse sind der Brenno, die Moesa, die Maggia und der Toce.

## Geschichte
Seit der Bronzezeit war das Tessiner Tal die Wiege einer wichtigen Zivilisation, die als Golasecca-Kultur bekannt ist.
An den Ufern des Flusses, vermutlich in der Nähe von Pavia, fand 218 v. Chr. das Gefecht am Ticinus zwischen den Römern und dem karthagischen Feldherrn Hannibal statt.
Im Mittelalter war Pavia dank dem Wasser des Tessins ein wichtiger Knotenpunkt für die Kommunikation und den Handel zwischen Venedig und der Po-Ebene und insbesondere für das Salz, das dann in das Piemont, die Lombardei und die Südschweiz transportiert wurde. Die Einwohner von Pavia konnten eine grosse Flussflotte mobilisieren, die auch auf dem Po operieren konnte. Die Flotte ermöglichte es Pavia, sich in Mailand jahrhundertelang zu behaupten. Später bildete sie die Basis der Visconti-Flotte.
Auch der Tessin, wie der Po und die meisten norditalienischen Flüsse, wurde kaum von gemauerten Brücken überquert. Bis zum 19. Jahrhundert war vom Lago Maggiore bis zu seinem Zusammenfluss im Po die einzige gemauerte Brücke die Ponte Coperto von Pavia, die im 14. Jahrhundert auf einer früheren Brücke aus der Römerzeit gebaut worden war.
Während des Sardinischen Krieges schlugen die Franzosen und Piemontesen die Österreicher beim Tessin in den Schlachten von Turbigo und Magenta.

## Naturschutzgebiete
Der italienische Flussverlauf ist vollständig von zwei Regionalparks geschützt, die zusammen den größten Flusspark Europas bilden. Im Jahr 2022 wurden beide Parks von der UNESCO in das Liste der Biosphärenreservate aufgenommen:
- Der Parco naturale lombardo della Valle del Ticino, der 1974 gegründet wurde, umfasst 91.140 Hektar, von denen 21.740 urbanisiert sind, wo die Tätigkeit des Parks begrenzt ist.[12]
- Der Parco naturale della Valle del Ticino der 1978 am piemontesischen Ufer des Flusses gegründet wurde, umfasst 6.250 Hektar, die einen schmalen Streifen entlang des rechten Flussufers bilden.[13]

In der Schweiz bildet der Fluss bei der Mündung in den Lago Maggiore die Bolle von Magadino, ein geschütztes Naturgebiet, das reich an Flora und Fauna ist, die für die Region typisch sind.

## Bilder

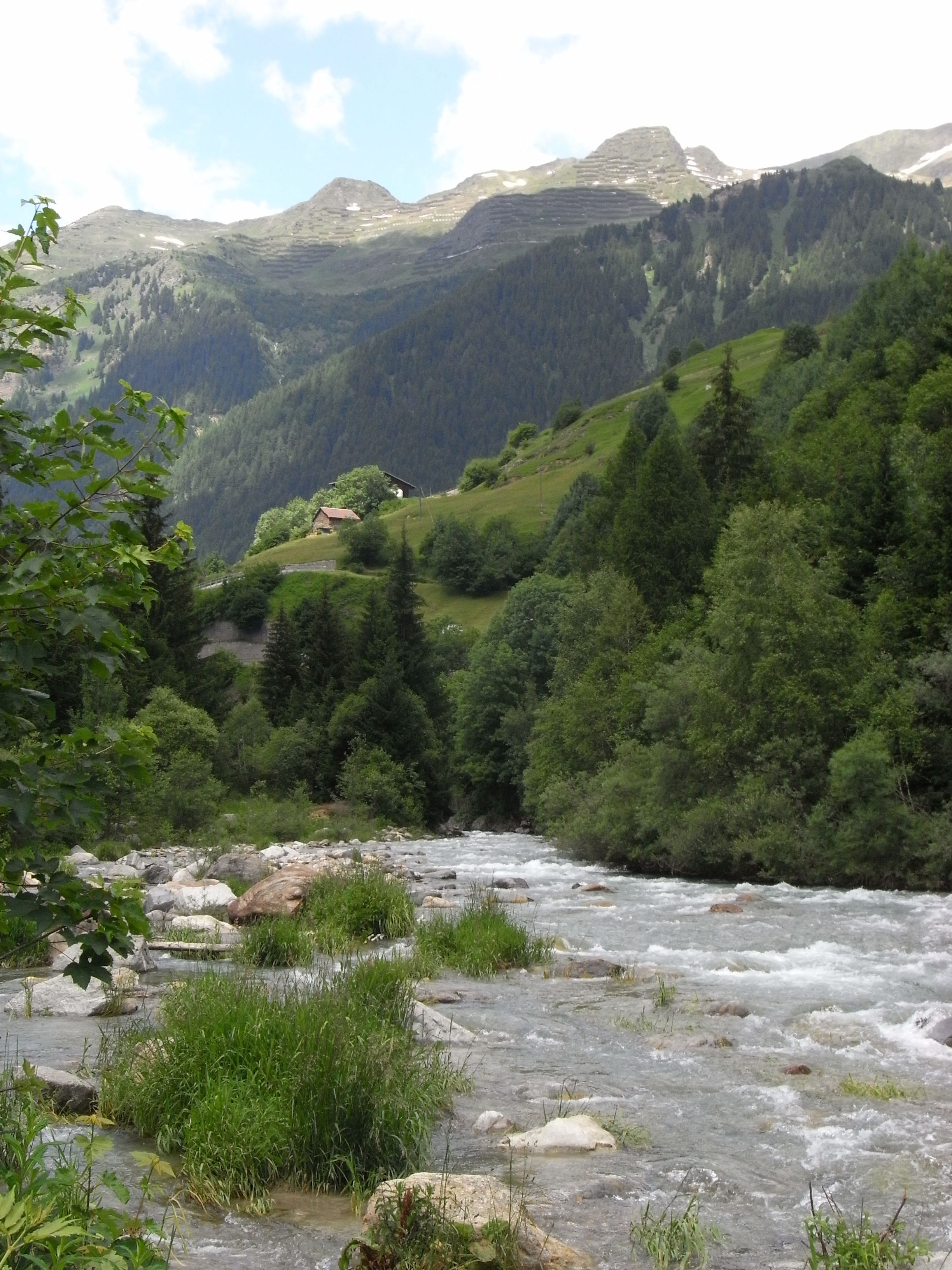
Der Tessin im Oberlauf
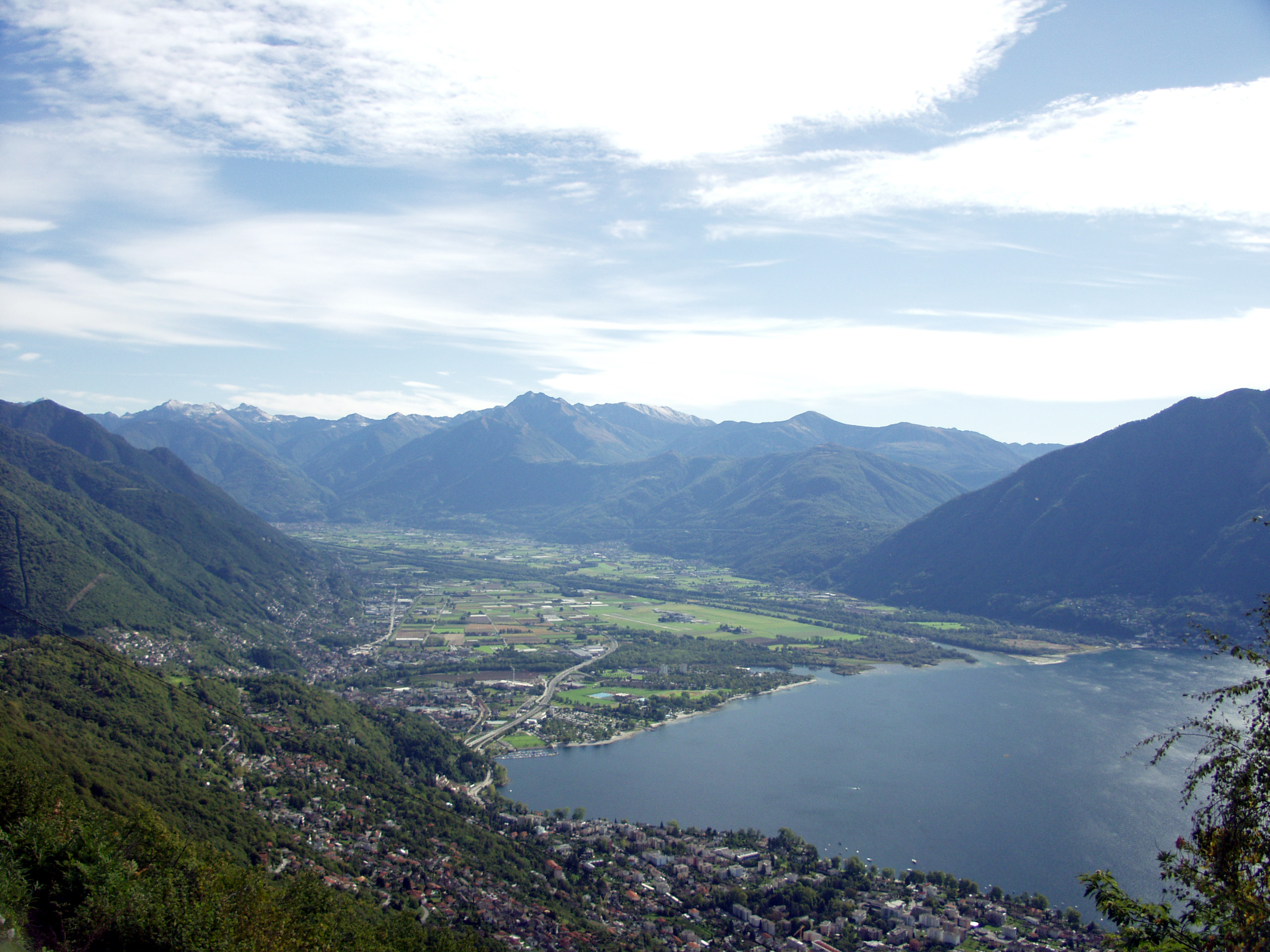
Ticino-Mündung in den Lago Maggiore
Tessin-Altwasser, Ponte a Magadino. Historisches Bild von Leo Wehrli (1943)
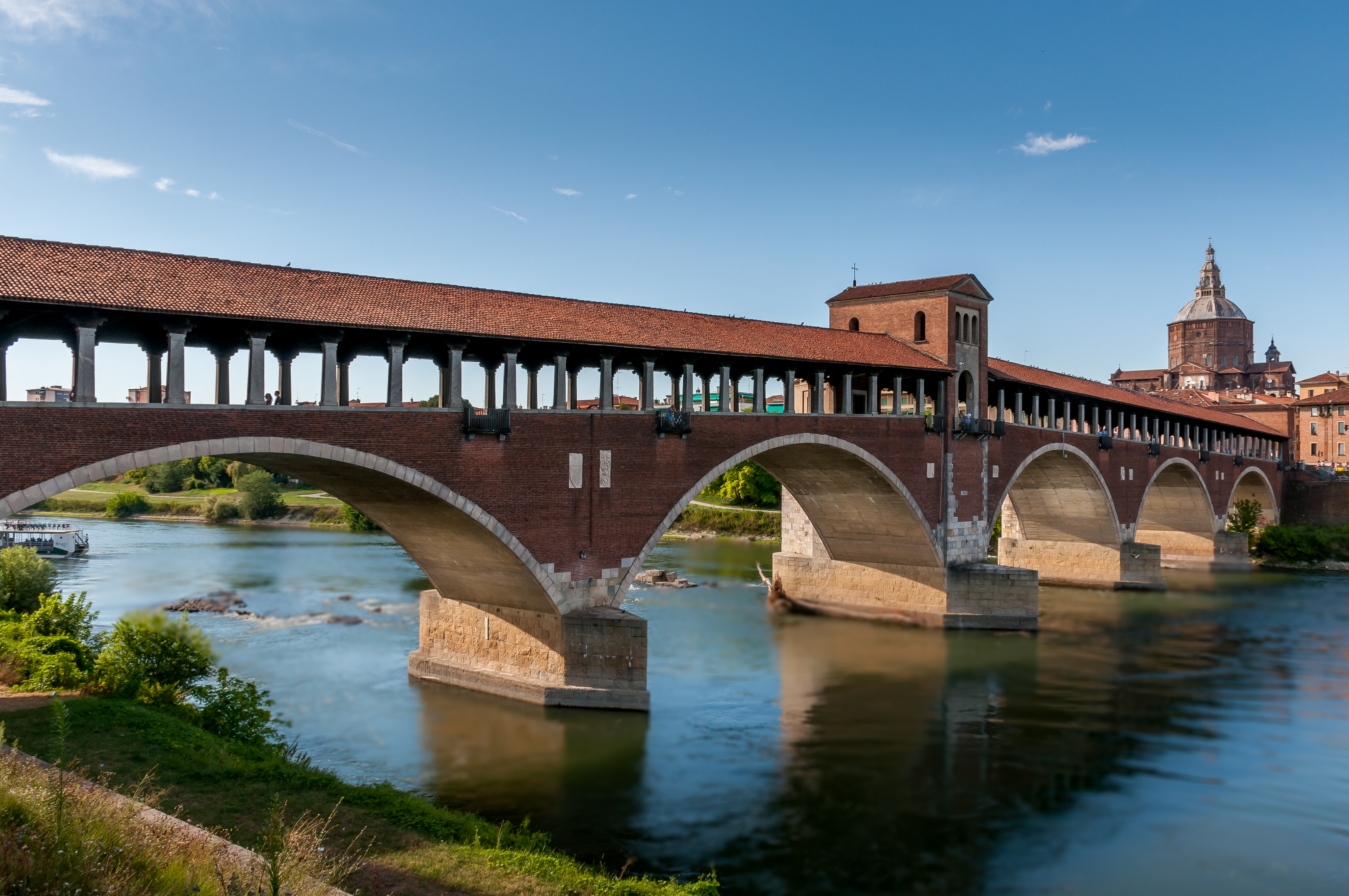
Der Ponte Coperto über den Ticino in Pavia
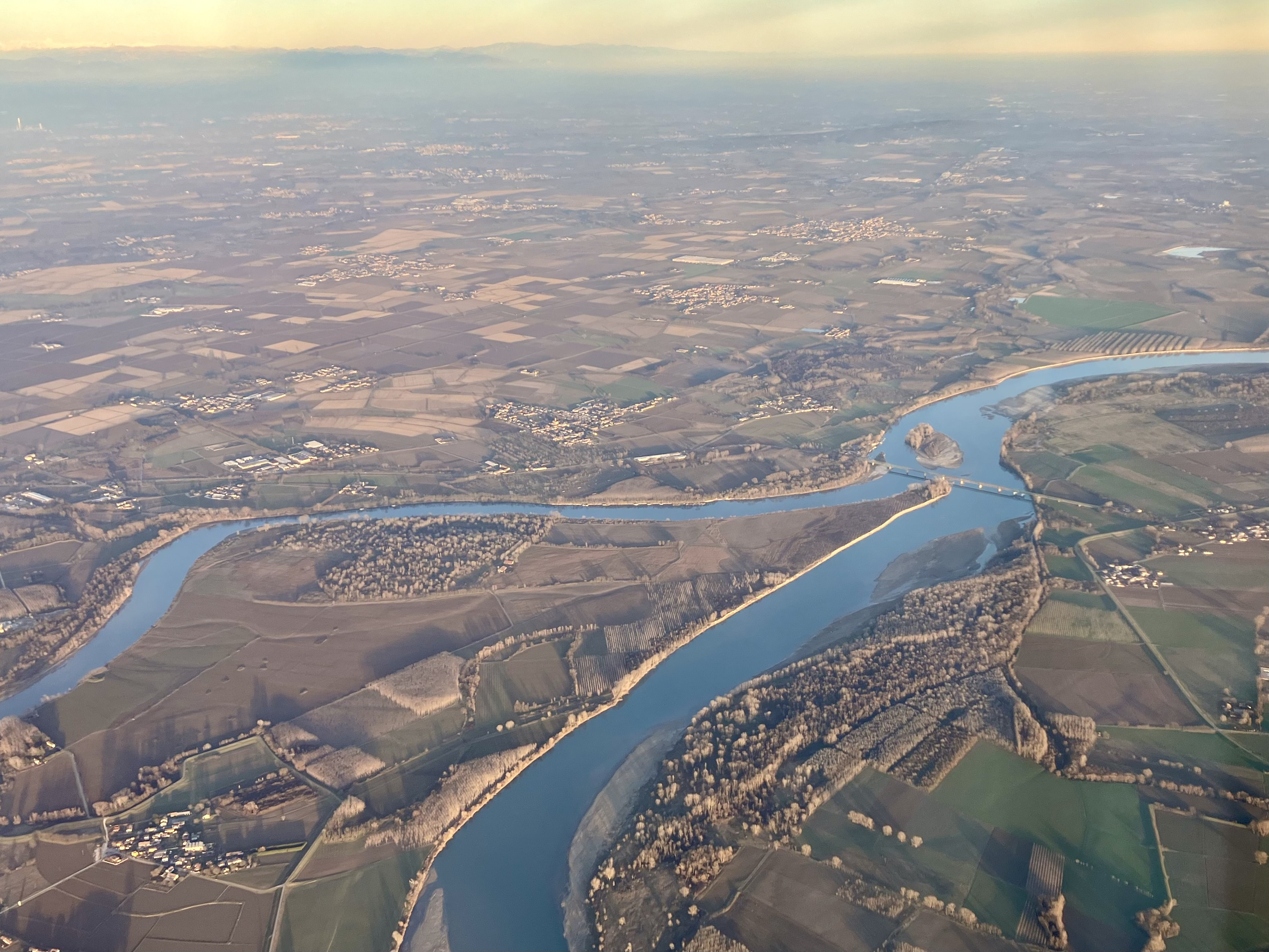
Der Zusammenfluss von Tessin und Po

## Brücken in der Schweiz

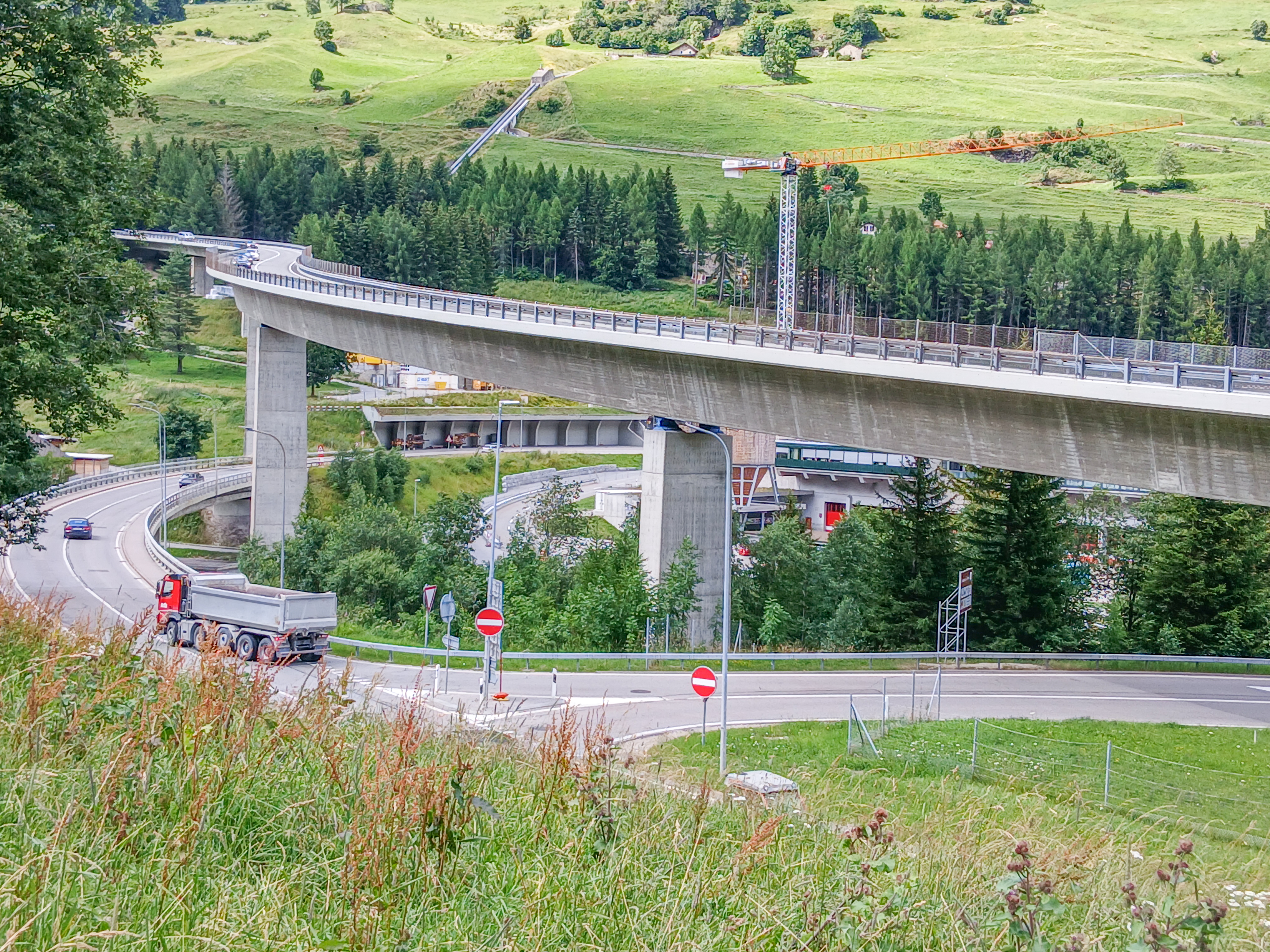
Der Albinengo-Viadukt und die Hauptstrasse 413 in Airolo

108 Übergänge überqueren den Fluss: 62 Strassen-, 28 Fussgänger-, 10 Eisenbahn- und acht Feldwegbrücken. Der Tessin wird von der Nufenpassstrasse (Hauptstrasse 413) siebenmal, von der A2-Autobahn zwölfmal und von der Gotthardbahn sechsmal überquert.